# Renault EVE
EVE est le premier véhicule de recherche sur les économies d'énergie de Renault. Son nom signifie Éléments pour une Voiture Économe. Il est basé sur une plateforme de Renault 18. Elle constitue l'aboutissement de deux années d'études à la suite de l'accord signé entre les constructeurs automobiles français et l'Agence à l'Économie d'Énergie. Deux axes d'études ont été privilégiés : la recherche aérodynamique et la gestion du moteur.
Deux modèles se sont succédé : EVE et son évolution EVE+

## Première étape: EVE

### Conception

#### Carrosserie
L'aérodynamique est très travaillée par rapport à la Renault 18. Le Cx descend à 0,239 contre 0,34 pour R18 TL contemporaine. La carrosserie choisie reste cependant une traditionnelle berline 4 portes à malle arrière séparée. L'habitabilité reste comparable à celle de la Renault 18 de référence.

#### Châssis
EVE est basée sur une plateforme de Renault 18.

#### Suspensions
- Avant : roues indépendantes, Mac Pherson avec ressorts hélicoïdaux.
- Arrière : essieu rigide à bras tirés, triangle central stabilisateur et ressorts hélicoïdaux.

#### Aménagement intérieur
L'intérieur n'a fait l'objet d'aucune étude particulière.

#### Motorisation
C'est donc le second axe de travail des ingénieurs. Le carburateur n'est plus relié par câble à l'accélérateur. Un calculateur est interposé entre les deux et optimise le régime moteur en fonction de l'allure.
| Moteur                  |                                                   |
| ----------------------- | ------------------------------------------------- |
| Type                    | transversal                                       |
| Cylindres               | 4 cylindres                                       |
| Soupapes                | 8 soupapes                                        |
| Arbre à cames           | -                                                 |
| Cylindrée               | 1 108 cm3                                         |
| Rapport volumétrique    | -                                                 |
| Puissance maxi          | 29 kW (38 ch) à 5 500 tr/min                      |
| Couple maxi             | - mkg à - tr/min                                  |
| Catalyse                | Non                                               |
| Type de carburant       | RON 97                                            |
| Carburation             | Carburateur à gestion électronique                |
| kilomètre départ arrêté | 38,1s                                             |
| 0 à 100 km/h            | -                                                 |
| Vitesse maxi            | 157 km/h                                          |
| Consommation            | Ville : 6,6l/100 km route : 4,1l/100 km à 90 km/h |
| Capacité du réservoir   | - l                                               |
| Aérodynamique           | Cx : 0,239 SCx : -                                |

### Performances
La consommation est nettement diminuée. Renault annonce une baisse de consommation de 25 % par rapport à la Renault 18.

## Seconde étape: EVE+
EVE + est la suite des recherches débutées avec le prototype EVE. Elle bénéficie de nombreuses modifications par rapport à son prédécesseur.

### Conception

#### Carrosserie
Le Cx déjà exceptionnel de 0,239 est abaissé à 0,225 sur EVE+ grâce à diverses modifications : le bouclier avant est mieux profilé, un becquet arrière est intégré à la carrosserie, un onglet prolonge le plancher sous le bouclier arrière.

#### Châssis
Le châssis n'est pas modifié.

#### Suspension
La suspension est inchangée. L'assiette est néanmoins rabaissée pour diminuer le SCx.

#### Motorisation
- Le moteur essence est remplacé par un turbo diesel dérivé de celui équipant la Renault 9. Sa puissance est rabaissée de 55 Ch à 4 800 tr/min à 50 Ch à 4 000 tr/min par rapport à cette dernière.
- La culasse est modifiée pour bénéficier d'une injection directe du mélange gazeux dans la chambre de combustion.
- Le moteur est équipé d'un système que l'on n'appelait pas encore Stop & start : le moteur se coupe et se relance automatiquement lors d'arrêts prolongés. Cela permet de gagner environ 0,8 l/100km.

| Type                    | transversal                                    |                                    |                        |
| Cylindres               | 4 cylindres                                    |                                    |                        |
| Soupapes                | 8 soupapes                                     |                                    |                        |
| Arbre à cames           | -                                              |                                    |                        |
| Cylindrée               | 1 595 cm3                                      |                                    |                        |
| Rapport volumétrique    | -                                              |                                    |                        |
| Puissance maxi          | 38 kW (50ch) à 4 000 tr/min                    |                                    |                        |
| Couple maxi             | - mkg à - tr/min                               |                                    |                        |
| Catalyse                | Non                                            |                                    |                        |
| Type de carburant       | Diesel                                         |                                    |                        |
| Carburation             | alimentation par pompe à distributeur          |                                    |                        |
| kilomètre départ arrêté | 37,5s                                          |                                    |                        |
| 0 à 100 km/h            | -                                              |                                    |                        |
| Vitesse maxi            | 168 km/h                                       |                                    |                        |
| Consommation            | Ville : l/100 km route : 3,5l/100 km à 90 km/h | autoroute : 4,4l/100 km à 120 km/h | 5,2l/100 km à 140 km/h |
| Capacité du réservoir   | 40 l                                           |                                    |                        |
| Aérodynamique           | Cx : 0,239 SCx : -                             |                                    |                        |

#### Transmission
EVE+ a troqué sa boite à variation continue pour une boite manuelle à 5 vitesses.

### Performances
Par rapport à EVE, les résultats des améliorations sont probants :
- La vitesse de pointe est augmentée de 157 à 168,8 km/h
- Le départ 100 m arrêté est couvert en 37,5s contre 38,1s
- À 90 km/h la consommation chute encore de 4,1 à 3,5 l/100km
- À 120 km/h on passe de 5,5 à 4,4 l/100 km soit 20 % de mieux

## Évolution
La troisième phase d'étude concernant EVE porte sur une boite automatique à 5 vitesses à synchronisation automatique et un système de récupération de l'énergie dispersée au freinage.